# Кундюковка
Кундюко́вка (чув. Кунтиккав) — село в Цильнинском районе Ульяновской области. Входит в состав Елховоозёрского сельского поселения.

## География
Расположено на севере района, на берегу реки Цильна, в 1,6 км от автодороги Р241, в 5 км от центра сельского поселения села Елховое Озеро. Ближайшие железнодорожные станции — Бурундуки, в 10 км к северу, в Татарстане; Цильна, в 15 км к югу.

## История
Основано в 1913 году переселенцами из д. Елховоозёрная (ныне с. Елховое Озеро). Жители занимались земледелием, животноводством. С 1915 года функционировали школа, ветряная мельница, крупорушка, шерстобойня, маслобойка.
До 1920 года входило в Сюндюковскую волость Симбирского уезда Симбирской губернии.
В 1929 году из Кундюковки выделился пос. Будённовка.

## Население
Число дворов и жителей: в 1913 — 19 дворов, 123 чел.; 1989—843 чел.; 2002—680 чел. (чуваши).

## Инфраструктура
Имеются сред. школа с преподаванием чуваш. языка как предмета, клуб, библиотека, музей, медпункт, отделение связи, предприятие бытового обслуживания.